# 레위니옹의 기

레위니옹은 프랑스의 국기를 기로 사용한다.

레위니옹은 프랑스의 국기를 기로 사용하고 있다.
레지옹 기는 하얀색 바탕 가운데에 레위니옹의 로고가 그려진 형태의 기를 사용하는데 로고 안에는 파란색 산이 그려져 있으며 산 뒤쪽에는 금색 태양이 그려져 있다.
로고 아래에는 검은색 선이 새겨져 있으며 선 아래에는 "레지옹 레위니옹"("RÉGION RÉUNION")이라는 문구가 쓰여져 있다.

## 그 외의 깃발
최근 레위니옹의 새로운 기의 디자인들이 레위니옹의 기학 협회나 정당의 제안으로 나오고 있다.

레위니옹 협회가 제안한 레위니옹의 기 디자인
레위니옹 기학 협회가 제안한 레위니옹의 기 디자인
민족주의 운동 깃발
레위니옹의 문화적 깃발 제안

## 같이 보기
- 레위니옹의 문장